# Senhorim
Senhorim ist eine Gemeinde (Freguesia) im portugiesischen Kreis Nelas. In ihr leben 1019 Einwohner (Stand 19. April 2021).